# Lewisia disepala
Espèce
Lewisia disepala est une espèce de plantes de la famille des Montiacées.